# Cloudy with a Chance of Meatballs 2
Cloudy with a Chance of Meatballs 2 (bra: Tá Chovendo Hambúrguer 2; prt: Chovem Almôndegas 2) é um filme de animação estadunidense computadorizado em 3D, produzido pela Sony Pictures Animation e lançado em 2013. É a continuação de Cloudy with a Chance of Meatballs (que por sua vez foi baseada no livro de mesmo nome de 1978 de autoria do escritor estadunidense Judi Barrett) que foi lançado em 2009. Ele está sendo dirigido por Cody Cameron e Kris Pearn, produzido por Kirk Bodyfelt, e com produção executiva dos diretores do primeiro filme, Phil Lord e Chris Miller. Distribuído por Columbia Pictures, o filme foi lançado em 27 de setembro de 2013 nos Estados Unidos e em 4 de outubro de 2013 no Brasil.
O roteiro foi escrito por John Francis Daley, Jonathan Goldstein e Erica Rivinoja, e é baseado em uma história original, e não como o primeiro filme que é inspirado no livro Cloudy With a Chance of Meatballs, o segundo não será baseado na continuação literária, Pickles to Pittsburgh. Cloudy 2 continuará logo após o fim do primeiro filme, onde um satélite criador de alimento fica fora de controle, mas seu criador, o jovem inventor Flint, e seus amigos, eventualmente conseguem detê-lo. Na sequência, Flint e seus amigos são forçados a deixar a sua cidade natal, mas quando a máquina do alimento desperta, desta vez, produzindo animais e alimentos vivos, eles devem retornar para salvar o mundo.
Mais da maioria do elenco de vozes original do primeiro filme reprisa seus papéis:  Bill Hader como Flint Lockwood, Anna Faris como Sam, James Caan como Tim Lockwood, Andy Samberg como Brent, Neil Harris como Steve e Benjamin Bratt como Manny. Uma das novidades do elenco é Terry Crews que entra no elenco de vozes para substituir Mr. T, que dublava o personagem Earl Devereaux.

## Enredo
O filme começa onde o anterior termina. A genialidade do jovem inventor Flint Lockwood está finalmente sendo reconhecida, quando toda a população é obrigada a deixar a cidade de Boca Grande. Flint então é convidado pelo seu ídolo Chester V (Will Forte) para se unir a Companhia Live Corp, onde os melhores inventores do mundo criam tecnologias para o aperfeiçoamento da humanidade. A amiga de Chester e uma de suas melhores invenções é Bárbara (Kristen Schaal), uma orangotango super desenvolvida com um cérebro humano, que também é manipuladora e gosta de usar batom.
O sonho de Flint sempre foi ser reconhecido como um grande inventor, mas tudo muda quando ele descobre que a sua mais infame invenção, que transforma água em comida, ainda está funcionando e agora está criando monstros mutantes feitos de comida, os comidanimais. Com o destino da humanidade em suas mãos, Flint, seu macaco falante Steve, sua namorada Sam, seu pai Tim e seus amigos Earl, Brent e Manny eventualmente devem embarcar na perigosa missão, combatendo chimpanzés misturados com camarões (camaranzés), aranhas de queijo com bacon (queijaranhas), crocodilos feitos de taco (tacodilos) e outras criaturas feitas de comida.

## Elenco
| Personagem             | Voz original        |
| ---------------------- | ------------------- |
| Flint Lockwood         | Bill Hader          |
| Samantha "Sam" Sparks  | Anna Faris          |
| Tim Lockwood           | James Caan          |
| Brent McHale           | Andy Samberg        |
| Steve                  | Neil Patrick Harris |
| Manny                  | Benjamin Bratt      |
| James "Earl" Devereaux | Terry Crews         |
| Chester V              | Will Forte          |
| Bárbara                | Kristen Schaal      |
| Cal Devereaux          | Khamani Griffin     |
| Patrick Patrickson     | Al Roker            |
| Barry, o morango       | Cody Cameron        |

## Produção
Uma das primeiras notícias sobre a sequência, foi publicada em abril de 2010, pelo site io9, a notícia informava que os diretores originais, Phil Lord e Chris Miller, não irá retornar para a sequência. Em dezembro de 2011, foi relatado que o Cody Cameron e Kris Pearn, que trabalharam na produção do primeiro filme, são definidos para dirigir a sequência, com Lord e Miller, servindo como produtores executivos. John Francis Daley, Jonathan Goldstein e Erica Rivinoja escreveu o roteiro que é baseado em uma história original, e não em Pickles to Pittsburgh, que é a sequência do livro que o primeiro filme se baseou. Em fevereiro de 2012, foi anunciado que a sequência seria intitulado de Cloudy 2: Revenge of the Leftovers, mas desde então tem sido renomeada Cloudy with a Chance of Meatballs 2. O filme foi originalmente programado para ser lançado em 20 de dezembro de 2013, em seguida, foi adiado para 7 de fevereiro de 2014, antes de se mudar finalmente para 27 de setembro de 2013. A música será composta novamente por Mark Mothersbaugh.
Bill Hader, Anna Faris, James Caan, Andy Samberg, Neil Harris e Benjamin Bratt estão definidos para reprisar seus papéis. O papel de Earl, o policial da cidade, foi dado a Terry Crews, pois Mr. T não quis reprisar seu papel. Kristen Schaal se juntou ao elenco para fazer a voz original de Bárbara, uma orangotango que fala, usa batom e tem um cérebro humano. Will Forte, que fez a voz original de Joseph Towne no primeiro filme, está programado para fazer Chester V, um inventor mundialmente famoso, que comanda Bárbara, e é a diretora da Companhia Live Corp. Em 17 de janeiro de 2013, dez imagens foram divulgadas para a imprensa.